# Tube (Behälter)

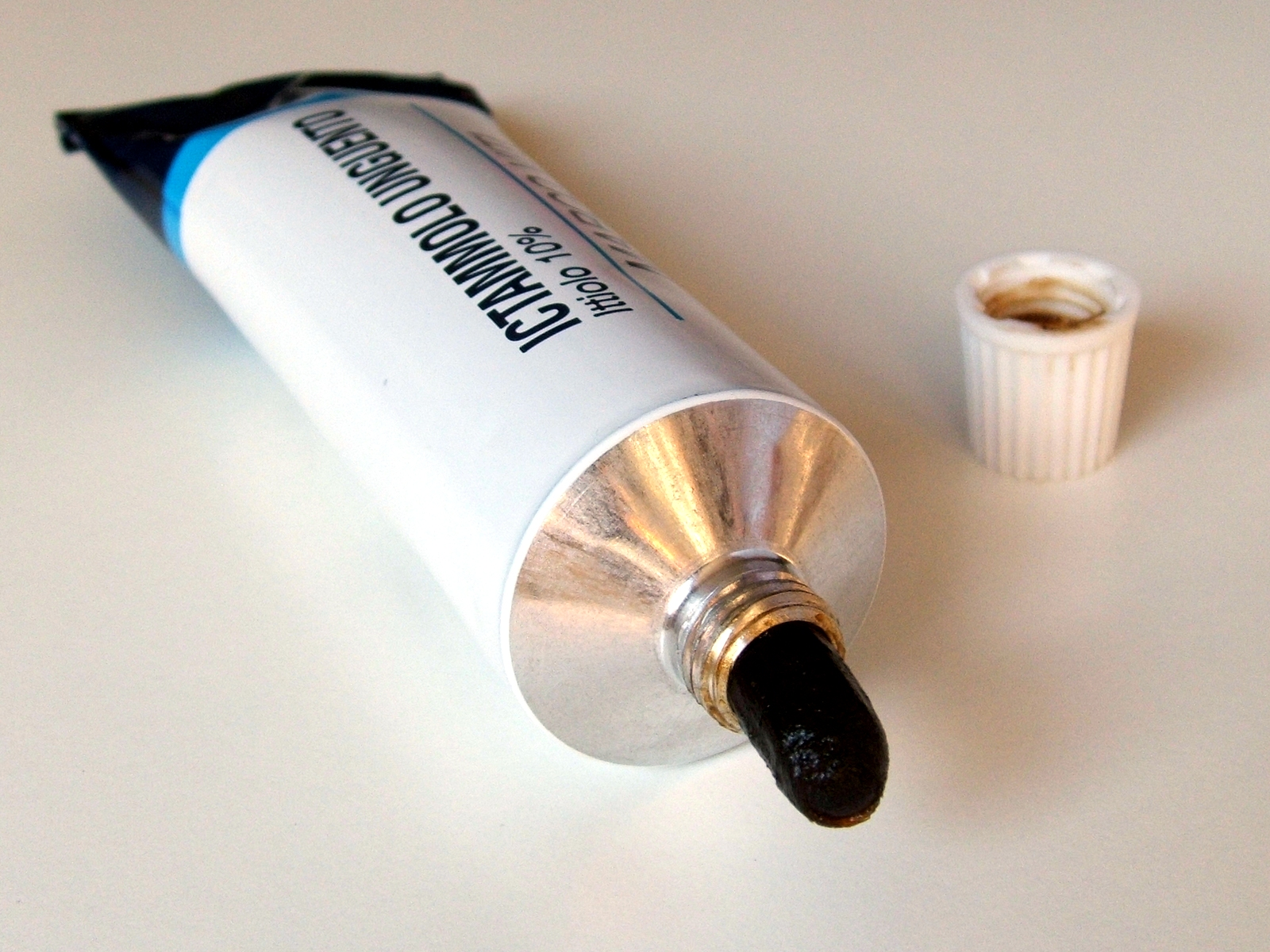
Aluminium-Tube

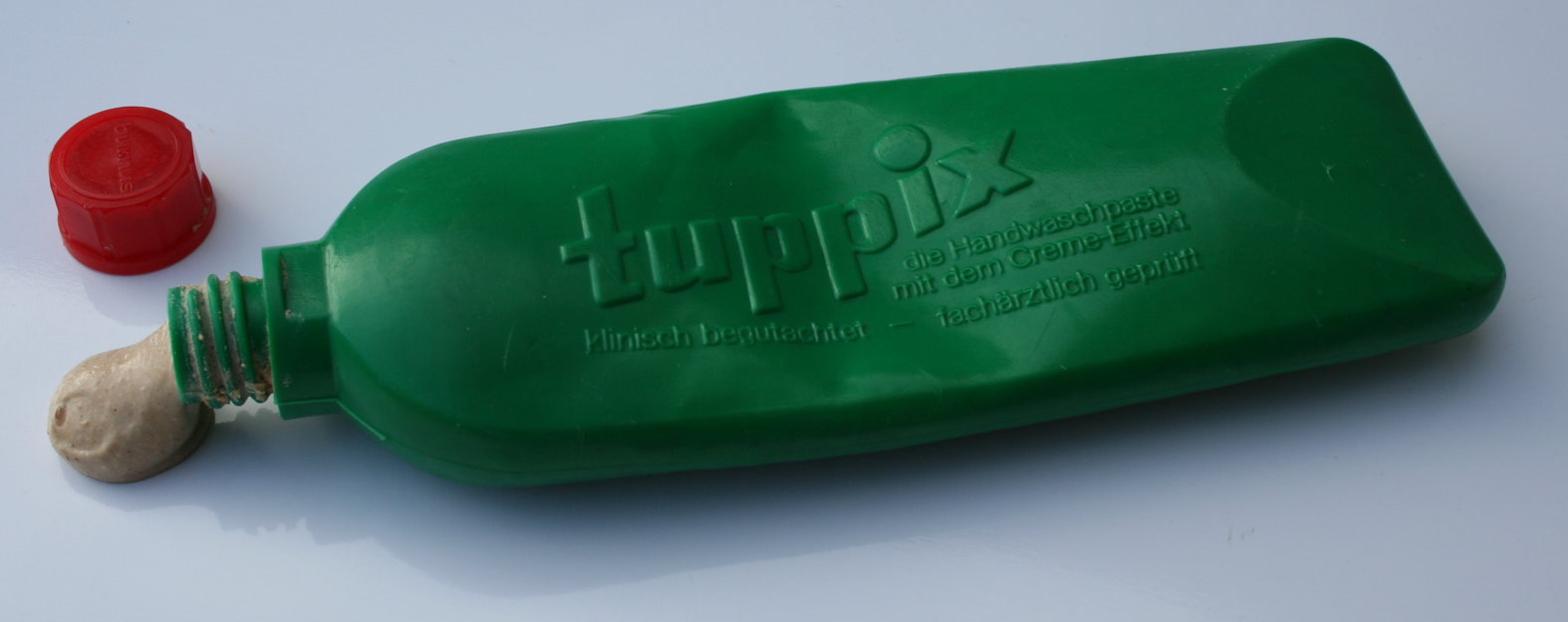
Handwaschpaste in der Tube

Eine Tube (von lateinisch tubus ‚Rohr‘) ist ein längliches, festes, aber formbares Behältnis, das pastenartige oder dickflüssige Substanzen enthalten kann; Beispiele sind Zahnpasta, Klebstoffe, Schuhcreme und Haarfarben, aber auch Lebensmittel wie Senf, Mayonnaise, Remoulade oder Meerrettich. Der runde Tubenkörper ist heutzutage entweder aus Kunststoff oder Aluminium gefertigt. Ursprünglich bestand der Tubenkörper aus Zinn. Zur Befüllung dient die Tubenfüllmaschine.

## Eigenschaften
Der wesentliche Vorteil der Tube gegenüber einer Dose oder einem Schraubglas besteht darin, dass der Inhalt nur an der Spitze mit Luft oder Bakterien in Kontakt kommt und dadurch länger hält und nicht austrocknet. Ein weiterer Vorteil ist die leichte und punktgenaue Dosierbarkeit ohne zusätzliche Hilfsmittel, beispielsweise bei Klebstoff, Senf oder Zahnpasta. Ein Nachteil ist, dass formbedingt immer eine Restmenge in der Tube verbleibt und nicht genutzt werden kann.

## Herstellung
Aluminiumtuben werden im Rückwärtsfließpressverfahren hergestellt. Bei Kunststoff sind auch ovale Formen möglich, aber eher die Ausnahme, auch auf Grund der Haptik und Handhabung. Die Öffnung der Tube ist entweder mit einer Folie verschlossen (meist der Fall bei Zahnpasten), oder bei Alutuben mit einer Aluminiummembrane, die durch einen am aufgeschraubten Verschluss angebrachten Kunststoffdorn durchstoßen wird.

## Geschichte

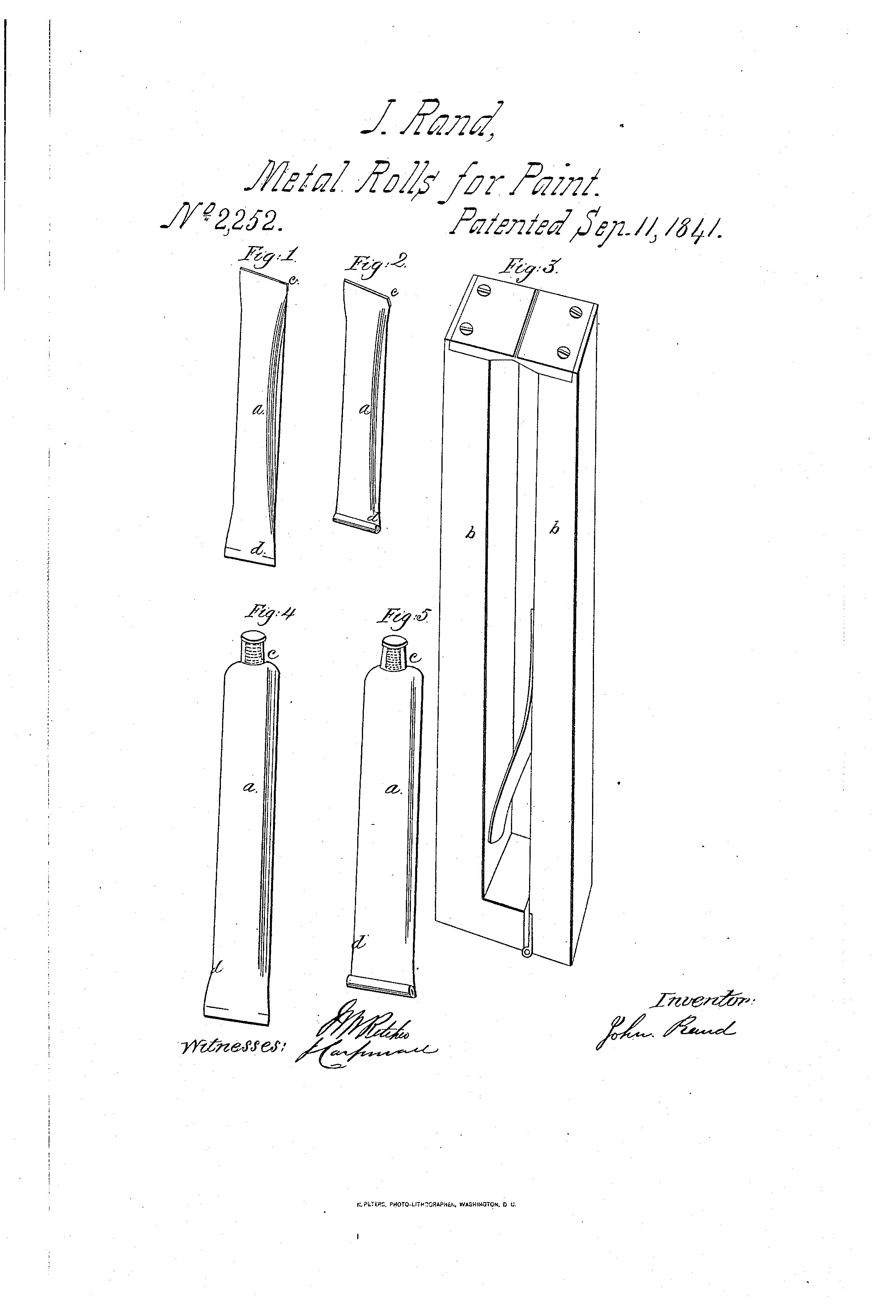
Zeichnung aus der Patentschrift (1841)

Der amerikanische Maler John Goffe Rand (1801–1873) erhielt für die Tube am 11. September 1841 in den USA ein Patent (Nr. 2252), und im gleichen Jahr in England (Nr. 8863, auf Zinntuben mit Schraubdeckel und zugehöriger Füllmaschine). Er hatte sich über eintrocknende Farben geärgert und eine Tube aus Blei entwickelt, denn bis dahin mischten die Maler in ihren Ateliers die Farben erst unmittelbar vor dem Gebrauch an. 1842 wurde Rands Erfindung durch den Hersteller von Künstlerfarben Winsor & Newton in England verwendet und auf der Londoner Weltausstellung von 1851 präsentiert. Tubenfarben erlangten in der zweiten Hälfte des 19. Jahrhunderts eine kaum zu überschätzende kulturgeschichtliche Bedeutung, weil sie den Impressionisten und anderen Freilichtmalern erlaubten, spontan und in der freien Natur umstandslos Ölfarben zu verwenden. „Die Farbtuben haben es uns ermöglicht, in freier Natur zu malen. Ohne sie hätte es weder einen Cézanne noch einen Manet gegeben, auch nicht den Impressionismus.“ (Auguste Renoir)
1892 verkauft der Zahnarzt Washington Wentworth Sheffield aus New London (Connecticut, USA) Zahncremetuben, 1908 folgt damit der deutsche Hersteller Beiersdorf, seine Zahnpasta Pebeco wurde in der patentierten Tesa-Tube angeboten. Nach der aus Zinn hergestellten Stanniol-Tube wird um 1920 Aluminium zum bevorzugten Tubenmaterial.

## Kunststofftuben
Die heute geläufige Kunststofftube entwickelte sich um die Mitte des 20. Jahrhunderts. Bei Kunststofftuben unterscheidet man einerseits zwischen nahtlos coextrudierten Tuben und andererseits Laminat-Tuben, welche aus einer Folie, die zuvor bedruckt und später zu einer Röhre verklebt wird, hergestellt werden. 
Zum nahezu völligen Entleeren einer Tube kann eine Tubenpresse oder ein Tubenschlüssel verwendet werden.